# فحص القاع المتوسع
فَحص القاع المُتَوسِّع أو فحص القاع المُتَمَدِّد أو فحص قاع الحَدَقة المتوسِّعة (بالإنجليزية: Dilated fundus examination أو dilated-pupil fundus examination، اختصارًا: DFE)‏ هو إجراء تشخيصيّ يوظِّف استعمال قطرات العين الموسِّعة للحَدَقة (مثل تروبيكاميد من أجل توسيع أو تضخيم الحَدَقة بُغية الحصول على منظر أفضل لقاع عين الإنسان، وحالما تتوسَّع الحدقة يستعمل الفاحِصون مِنظار العين لعرض داخِل العين ممَّا يسمح بتقييم الشَّبَكِيَّة ورَأْس العَصَب البَصَرِيّ والأوعية الدَّمويَّة ومَلامِح أُخرى، أيضًا غالبًا ما يُستَعمَل مُعَدَّات متخصِّصة مثل كاميرا القاع. لقد وجد أنَّ فَحص القاع المُتَوسِّع هي طريقة أكثر فَعَّاليَّة لتقييم الصِّحَّة العَينِيَّة الدَّاخِليَّة من طرق الفحص غير المُتَوسِّعة، وكثيرًا ما يُطبِّقه أَطبَّاء العيون ومُصَحِّحو البَصَر كجزء من فحص العين.

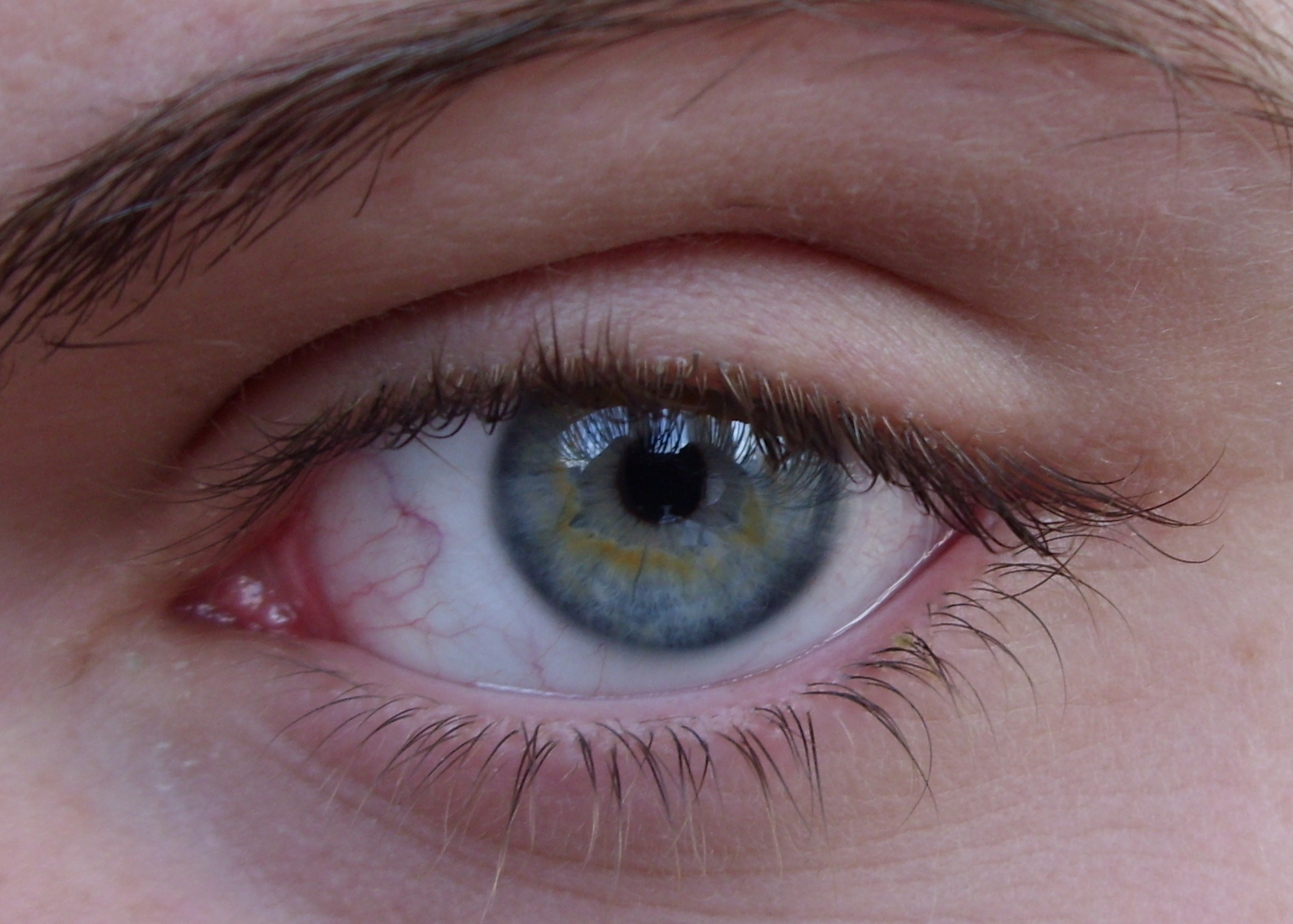
العين قبل التَّوسيع.
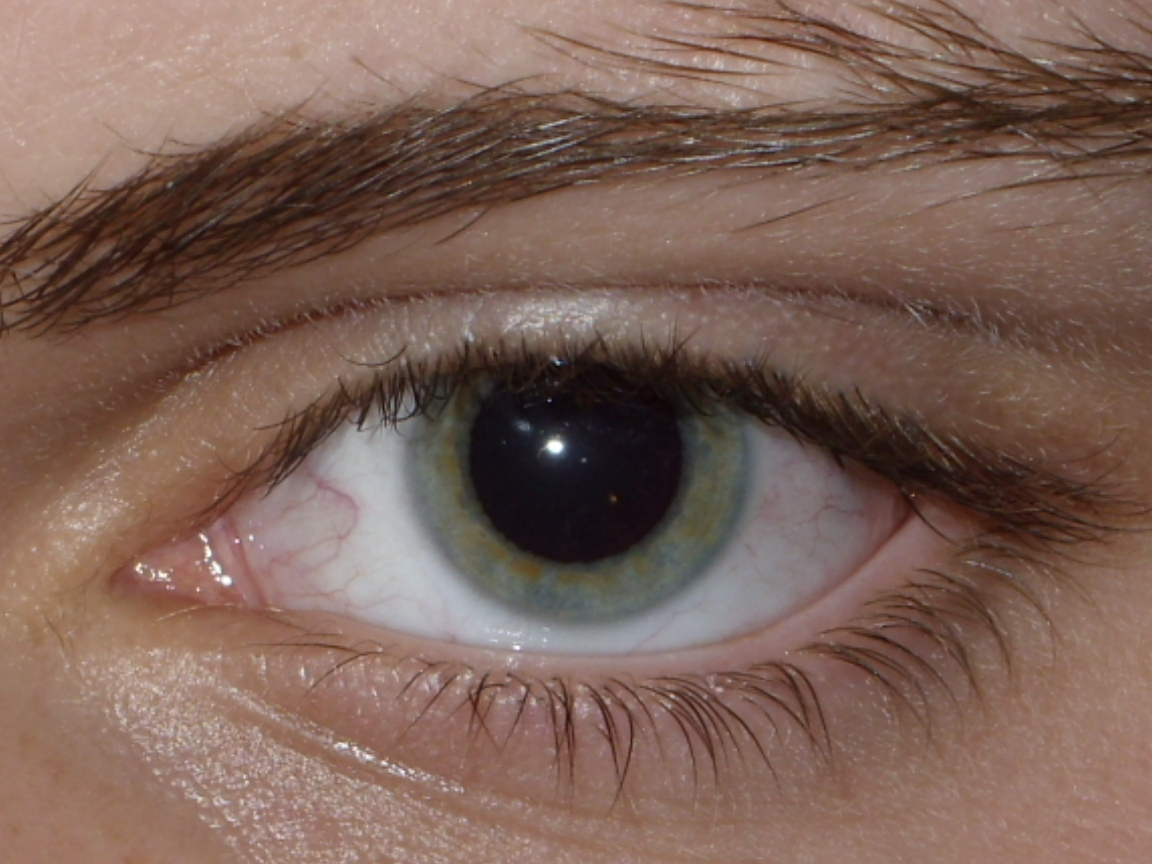
الحدقة لنفس العين السابقة في حالتها الموسَّعة.